# あじあ (列車)
あじあは、南満洲鉄道（満鉄）が1934年（康徳元年/昭和9年）から1943年（康徳10年/昭和18年）まで、日本の租借地である関東州の大連駅と、満洲国の哈爾濱（ハルビン）駅間の約950 kmを満鉄連京線・国鉄京濱線経由で運行していた特急列車である。超特急とも呼ばれた。
列車は流線形のパシナ型蒸気機関車と専用固定編成の豪華客車で構成される。そのほとんどが日本の技術によって設計・製作され、当時の日本の鉄道技術水準を示すものとして重要である。（→新幹線の歴史も参照）

## 沿革

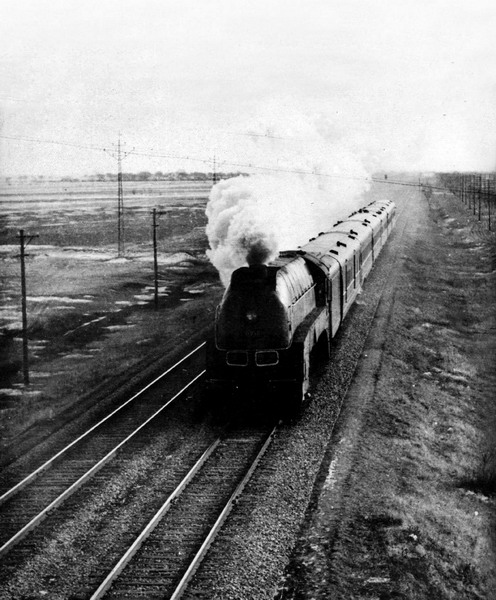
特急「あじあ」（1930年代）

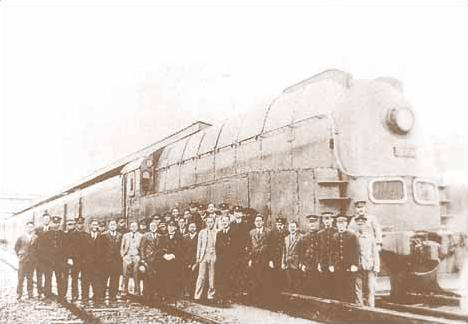
初期生産型パシナ形973号機（1934年）

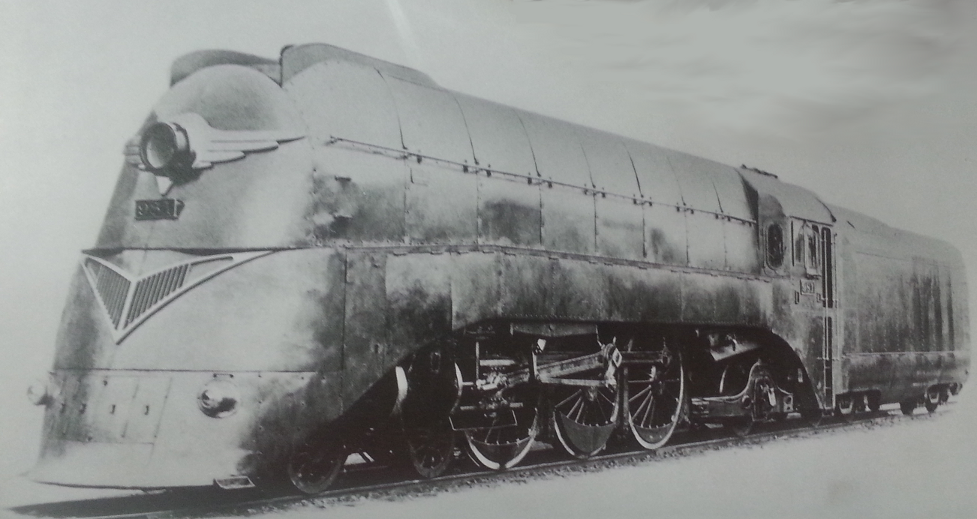
最終生産型パシナ形981号機（1936年）

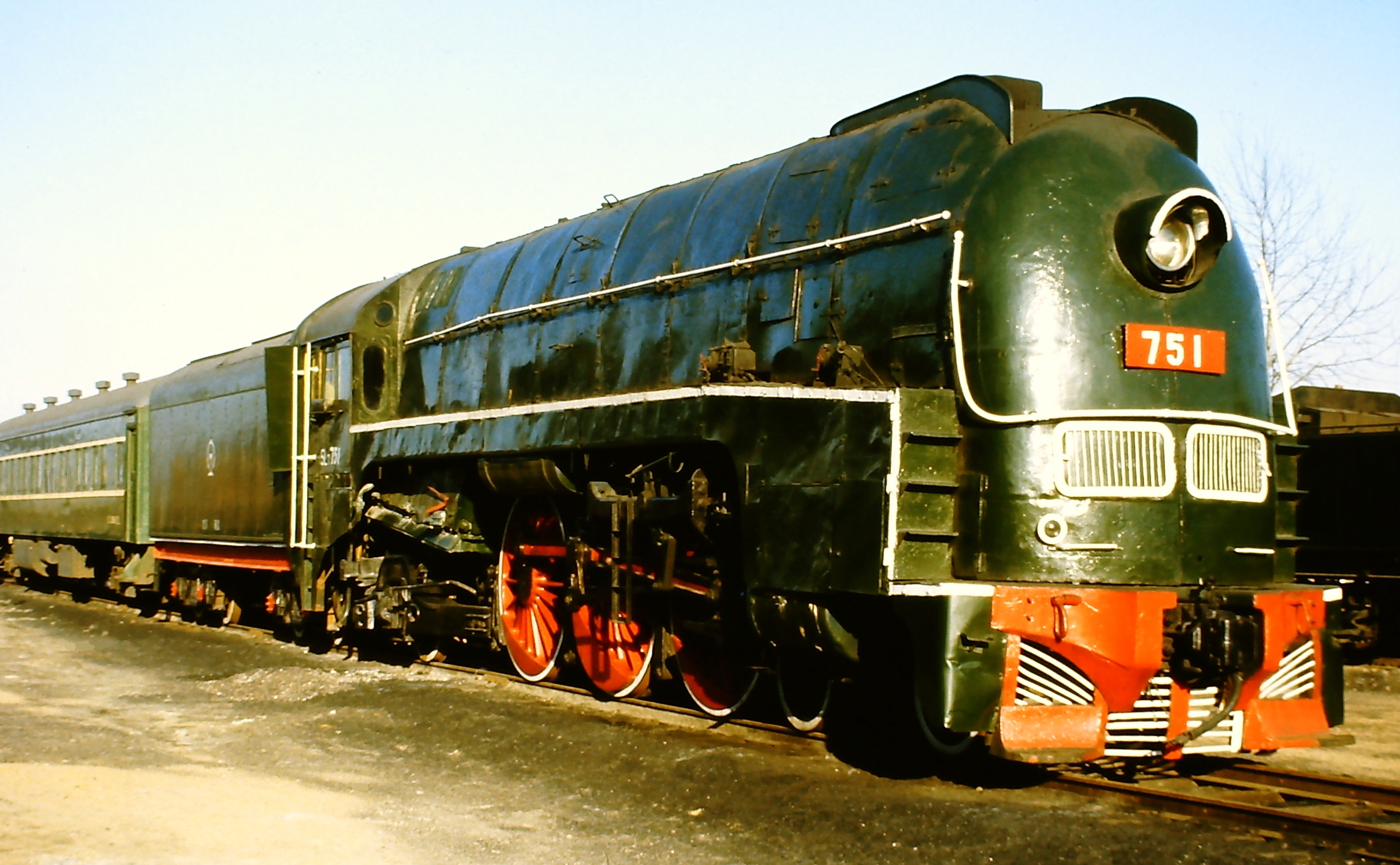
勝利7型（パシナ形751号機）、1984年

### 開発
1932年（大同元年/昭和7年）の満洲国成立当時、黄海に突出した港湾都市大連と、首都新京との間は満鉄連京線によって結ばれており、大連では大連港を発着する日本への定期船に連絡していた。
「あじあ」は、国際旅客も多く利用する大連 - 新京間の速度および快適性を向上させ、世界水準の旅客サービスを提供することを目標に計画された列車である。1933年（大同2年/昭和8年）8月に空気調和設備（冷房装置）を備えた特急列車の開発が決定し、翌年にかけて比較的短期間で開発が進められた。「キング・オブ・ロコモティブ」として知られた設計責任者・吉野信太郎は、アメリカン・ロコモティブ社に2年半留学。帰国後の1927年（昭和2年）に「パシコ」形を設計し、その後は満鉄機関車のほとんどを手がけた。
当時の満鉄理事には、軌間1,435 mmの標準軌（当時の広軌）鉄道推進派の技術者島安次郎もいた。当時の日本国内（内地）の標準軌間は1,067 mmの狭軌であるため、スピードアップには自ずと限界があった。「あじあ」は、満洲の地でその夢を実現させようと考え、開発したものともいえる。しかし島は、「あじあ」用のパシナ形に用いられた米国流の設計手法をまったく身に付けておらず、実際に参加したかどうかは疑わしい。後に、島は、戦前の新幹線計画である弾丸列車計画を推し進めることになるが、孫弟子にして子息である島秀雄が設計した高速蒸気機関車(HC51)はパシナの性能試験を基に設計された。

### 運転
1934年（康徳元年/昭和9年）11月1日から運転を開始した「あじあ」は最高速度130 km/h、大連 - 新京間701.4 kmを8時間30分で結び、表定速度（途中駅での停車時間を含めた区間全体の平均速度）は82.5 km/hに達した。
「あじあ」の名称は、30,066通の懸賞応募の中から決定されたもので、編成最後尾の展望車後部には「あじあ」の列車名と、「亜細亜（アジア）」の「亜」を図案化し、太陽の光をモチーフにしたシンボルマークが掲げられていた。
1935年（康徳2年/昭和10年）9月1日のダイヤ改正では、運転区間が大連 - ハルビン（哈爾濱）間に延長され、同区間943.3 kmを13時間30分で走破している。新京 - ハルビン間は軌道が脆弱だったため、軸重の大きいパシナ形は使用できずパシイ形が牽引し、軌道改良後はパシロ形が用いられた。しかし最後まで新京 - ハルビン間にパシナ形は投入されなかった。
1936年（康徳3年/昭和11年）10月の改正では大連 - ハルビン間の所要時間が1時間短縮され、12時間30分となった。
1941年（康徳8年/昭和16年）7月、関東軍特種演習のため「あじあ」の運転を一時休止。12月に大連 - 新京間で運転を再開し、その後ハルビンへの直通が復活するが、1943年（康徳10年/昭和18年）2月28日、第二次世界大戦（大東亜戦争）激化に伴い運転を休止した。同年4月には全線で最高速度を引き下げて輸送力を増強する方向でのダイヤ改正が行われたものの、以後「あじあ」の運転が再開されることは無かった。

### 戦後

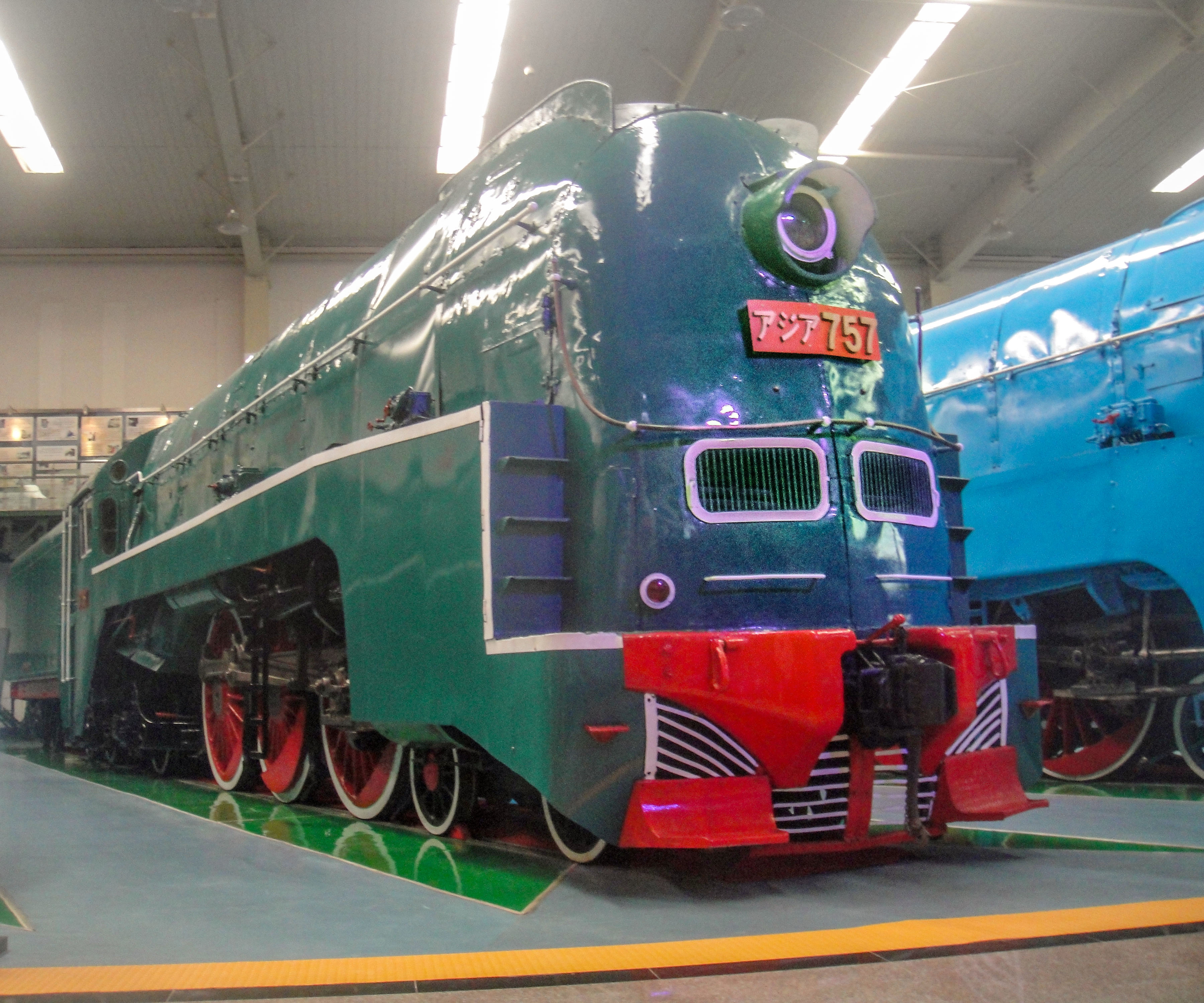
勝利7型（パシナ形757号機）：瀋陽鉄路陳列館蔵。二両とも満鉄時代の濃紺ではなく、水色（751号）と濃緑色（757号）に塗り替えられた。

終戦後、一部の客車は満洲国内に侵攻してきたソビエト連邦に接収されたものの、1950年代のソ連軍の満洲撤退後は、一部の機関車や客車を中華人民共和国が引き継ぎ、パシロ形は「勝利6型」、パシナ形は「勝利7型」に改称され、保管されていた勝利7型2両（751、757）が保存されている。
近年まで中華人民共和国の鉄道関係者に限定されての公開だったが、2019年5月から一般公開された。「あじあ」用の客車は第二次世界大戦後、北京 - 満洲里間の「和平」に使用された。
展望車のテンイ8形は最終的に公務車 GW95000となったが、 黒河車両段に放置され荒廃していた。しかし、近年修復され哈爾濱鉄路局紅色教育基地（一面坡鐵道博物館）に展示されている。

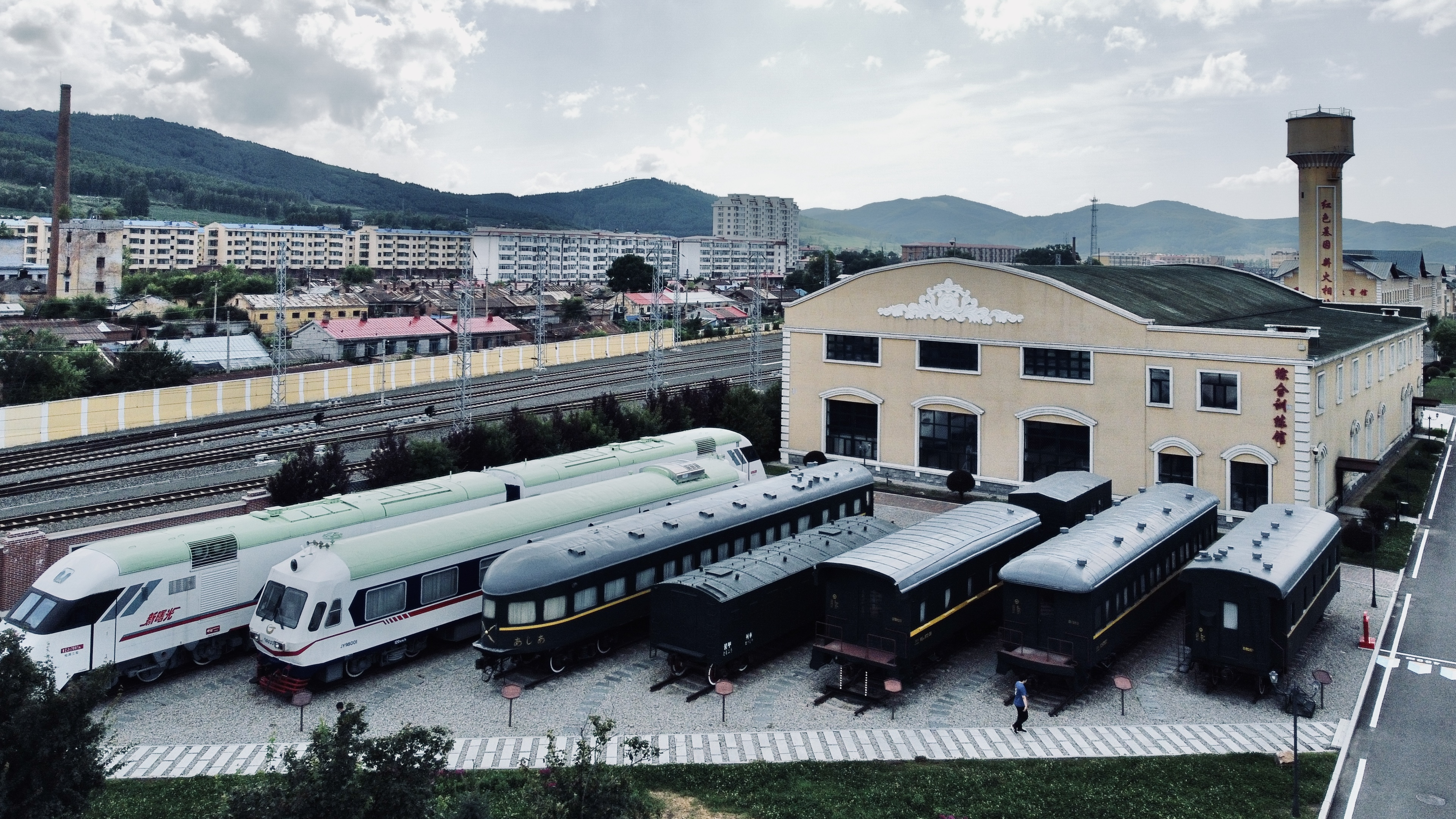
一面坡鐵道博物館の露天展示エリアにある「あじあ」展望車

二等座席車のロ8形は近年になって杭州で荒廃した姿が発見され、修復後に安徽省蚌埠市固鎮県の津浦鉄路遺址公園で展示されているが、「あじあ」時代でもなく「和平」時代でもない、杜撰な考証で復元されている。

## 編成・車両
「あじあ」の編成は、進行方向から連結順に、機関車1両・テユ8形手荷物郵便車1両・ハ8形三等座席車2両・シ8形食堂車1両・ロ8形二等座席車1両・テンイ8形展望一等座席車1両より構成され、1編成あたりの旅客定員は274名（食堂車や展望室の座席は含まれない。内訳は一等30名、二等68名、三等176名）。朝に始発駅を出発し、夜に終着駅に到着するダイヤで運行されたため、寝台車の連結は無い。なお、必要がある場合には後方から2両目に一等車または二等車を1両増結することが可能だった。機関車は大連にある満鉄沙河口工場（後の大連機車車輛厰→大連機車車輛有限公司、現・中国中車大連機車車輛）と日本の川崎車輛で、流線形の「あじあ」専用客車はすべて沙河口工場で製作された。設計に当たっては川西航空機の協力の下、模型による風洞試験を実施しているが、すべて満鉄の自社設計によるものである。パシナ形機関車と専用客車を合計した1編成の製作費は1934年当時で50万円であった。

### パシナ型蒸気機関車
主力牽引機は流線形蒸気機関車であるパシナ形で、その全長は25.675 m（連結面間距離、炭水車を含む）、車体幅3.362 m、高さは4.8 mに及び、動輪直径は2.0 m、運転整備重量203.31 t（軸重23.94 t）の大型機関車である。「パシナ」の名は満鉄の車両命名規則に由来しており、車軸配置2C1のアメリカ式呼称「パシフィック」の7（ナナ）番目の機関車を意味する。流線型のカバーは鋼材の骨組みを機関車本体を覆うように組み、骨組みに鋼板を張っている。当初、パシナ形の基本設計が実施された時点では流線形の採用は考慮されておらず、流線形覆いのない状態で軸重上限一杯を使い切る設計となっていた。このため、設計終盤での流線形採用決定にあたっては、各部の軽量化のための設計変更に様々な苦労があったと伝えられており、特にパシフィック形の軸配置で重量配分上、軸重上限ぎりぎりであった運転台直下の1軸従台車については、上限超過を避けるために2軸台車としてハドソン形（2C2）の軸配置も検討される状況であったが、これは従台車直上に置かれていた自動給炭機（メカニカル・ストーカー）用の動力装置一式を炭水車に移設することでかろうじて回避している。
炭水車（テンダー）は軸受にティムケン社のローラーベアリングを採用した2軸台車2個を履き、石炭12 t・水37 tを積載可能。空気抵抗低減のため、「あじあ」専用客車と同じ断面形状のカバーで覆われている。カバーは給水及び給炭を簡単に行うため、一部が軽合金製の開閉式とされた。また、機関車後部で発生する圧力抵抗を軽減するため、炭水車後尾部には空気の流れを整えるための小さな庇が設けられている。
線路上の性能試験では135 km/hで振動が激しくなりそこで断念、台上試験では145 km/hまで記録するもまたもや振動で断念、しかし後年誇張された伝説が流布される。以前は川崎重工の公式サイトにパシナ形の紹介ページがあり最高時速120km/h（時には170km/hを記録）と記述されていた。当時の鉄道省では最大速度150キロと認識されていたようである。1934年に満鉄沙河口工場で3両、川崎車輛で8両が製作された。同年8月に試運転を完了、大連機関区に7両、新京機関区に4両が配置され、大連 - 新京間に投入された。なお、翌年増備された1両（981 - パシナ12）は、他の11両（970 - 980→パシナ1 - 11）とはかなり異なる外観であった。また、パシナ形は運用の間合いで急行「はと」等の牽引にも用いられていた。パシナ形のデザインは、流線形電気機関車「ペンシルバニア鉄道GG1形電気機関車」やたばこ「ピース」などのデザインを手掛けたことで知られるインダストリアルデザイナーのレイモンド・ローウィが絶賛している。

### 客車
「あじあ」の客車は専用の固定編成が用いられ、編成全体がなめらかな流線型となるように設計された。客車は当初小型軽量の車両を計画していたがサービス面から大型車両に変更されており、大型化による重量増で速度が低下するのを防ぐべく車内の金具類にアルミニウムやマグネシウムなどの軽合金を多用し、高品質なドイツ製高張力鋼板による半張殻構造を用いた軽量車体としている。また、台車を含めた床下機器はサイドスカートで覆い（スカートは鋼の骨組みにアルミ板を張ったもので、蝶番を介して車体に取り付けられており、床下機器を点検する際は跳ね上げて固定することができた）、車両間の連結部分には2重の全周幌を用いるなど、流線形の機関車に揃えて平滑な流線形デザインが採用されている。台車は全車両がローラーベアリングを備えたイコライザー式3軸ボギー台車を装備し、各車両の一方の台車は車軸発電機を持つ。車輪直径は915 mmである。連結器は柴田式自動連結器を装備している。
特筆すべきは、手荷物郵便車を除く全車両に空気調和設備（冷房装置）を完備していたことである。これは後に一般化する冷媒の圧縮で冷却する方式（蒸気圧縮式）ではなく、蒸気機関車から送られた高圧高熱の蒸気を用いる吸収式冷却方式であった。プルマン、ウェスティングハウス、GE、キャリアの各メーカー（キャリアのみ吸収式、他3社は蒸気圧縮式）を比較した結果、キャリアの方式を採用することとし、日本代理店の東洋キヤリアが冷房装置2台をサンプル輸入したのち、小沢製作所でライセンス生産したものである。夏は25℃、冬は冷房装置内の放熱管と床上の蒸気暖房を併用して18℃程度に室内温度を保ち、満洲の乾燥した空気を加湿する蒸気噴射式給湿機も備えていた。冷房装置の搭載は快適な室温を保つだけでなく、客室の窓を閉め切ることを可能にして蒸気機関車の煙や高速走行による騒音、満洲の荒野を吹く砂塵の侵入を防ぐ効果もあった（基本的に客室の窓は閉め切られて運行された）。当時の鉄道においてこれは著しいサービスアップであり、一つの列車全体に冷房を備えることは世界的にも類例のない試みであったが、満鉄にとって前例のない試みであり故障も多かった。故障の要因の1つとしては冷却用空気の取り入れ口を床下に設けたことにより地面に近い高温の空気を吸い込んで冷却不能になりやすかったことがあった。さらに、冷房の稼働には蒸気機関車で発生させた蒸気を使用するため、気温が高い時期の機関士は蒸気量の確保に苦心したという。
各客車の車体長は当時の満鉄客車標準の24.5 m級（全長24.67 m）で各車の自重は約57 tとされたが、従来の工法・材質で製造すれば10 t以上の自重増が見込まれており、軸受のローラーベアリング化と併せて走行抵抗の軽減に当時の技術で可能な限りの努力が払われていた。また最後尾は、当時の満鉄の主任技師、市原善積の1933年の欧米での視察情報をもとに、アメリカ、プルマン社のアルミ製試作寝台車ジョージ・M・プルマン（1933年）やステンレス製ディーゼル動車パイオニア・ゼファー（1934年）の密閉型展望車のデザインを取り入れたものとなっている。なお、アメリカでの軽量車体による密閉形展望客車の営業運転が本格化するのは、ニューヨーク・セントラル鉄道の20世紀特急（1938年）やペンシルバニア鉄道のブロードウェイ特急（1938年）など1930年代後半のことで、「あじあ」による定期運行はこれらに先駆けたものとなっている。

#### 形式別概説

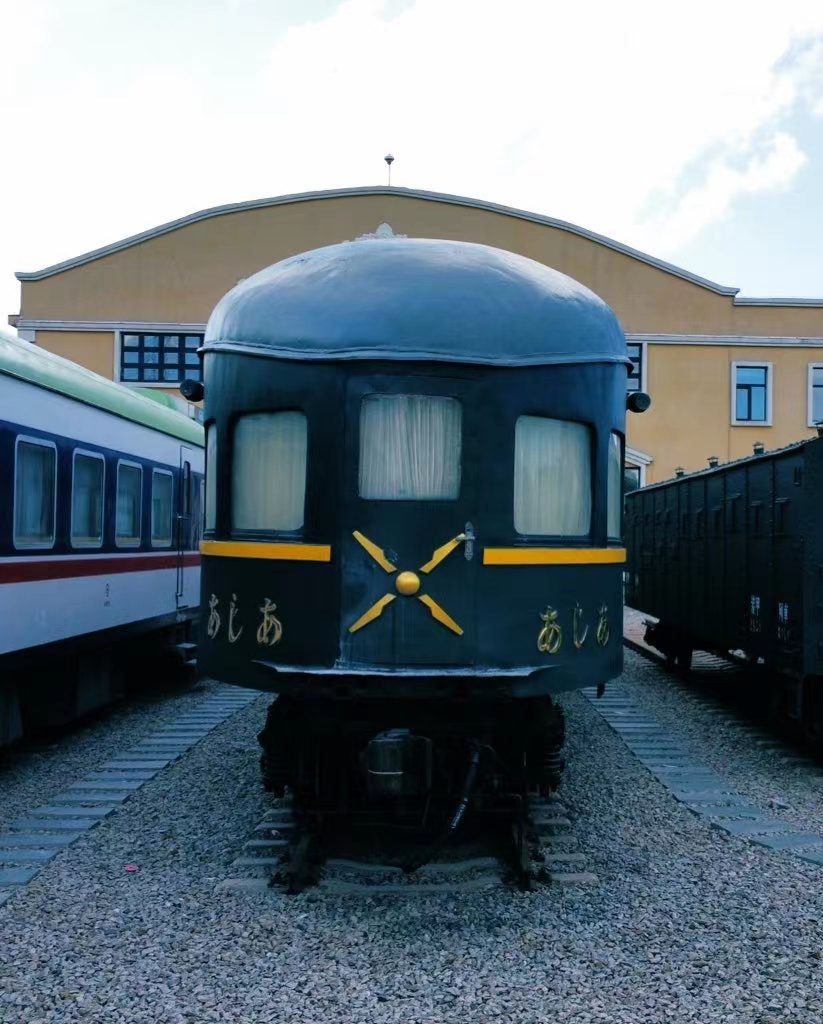
一面坡鐵道博物館「あじあ」展望車

各客車、寸法は連結面間距離24.540 m、幅3.056 m、高さ（軌条面基準）4.178 m。
テユ8形
手荷物郵便車。進行方向側から順に郵便室、郵便区分室、便所、手荷物室、乗務員室を備え、郵便室には幅1,220 mm（片開き）、手荷物室には幅1,800 mm（両開き）の扉が片側1か所ずつ設けられている。「あじあ」専用客車の中で、唯一冷房装置が設置されていない。自重45.46 t。
ハ8形
三等座席車。座席は横2+2列の対向式固定クロスシート（いわゆるボックスシート）。和式トイレと洗面所を両車端に1か所ずつ備える。出入口は両側車端、片側2か所ずつ。旅客定員88名。自重54.64 t。
シ8形
食堂車。進行方向から順に調理室（コンロは重油式）、配膳室、勘定台、食堂、待合室を備える。業務用の扉が片側1か所に設けられているが、旅客用の出入口は設置されていない。食堂は横2+1列で4人掛けと2人掛けのテーブルが6組ずつ並び、定員36名。待合室の座席はロングシートで、座席定員6名。自重55.90 t。
ロ8形
二等座席車。座席は横2+2列の回転式クロスシート（進行方向、その逆方向、窓向き、窓に向かって45°の位置のいずれかに向きを変更可能）でシートピッチは1,080 mm。一方の車端部に洋式トイレ兼洗面所、給仕室および物置、もう一方の車端部に和式トイレと洗面所を備える。出入口は両側車端、片側2か所ずつ。旅客定員68名。自重55.84 t。
テンイ8形
編成の最後尾に連結される展望一等座席車。進行方向から順に男子トイレ、女子化粧室、洗面所、特別室、一等室、展望室を備える。男子トイレおよび女子化粧室の便器はいずれも洋式。特別室は安楽椅子と3人掛けソファを備えた定員5名の個室。一等室の座席は横2＋2列の回転式クロスシート（二等座席と同じく進行方向、その逆方向、窓向き、窓に向かって45°の位置のいずれかに向きを変更可能）でシートピッチは1,160 mm、定員30名。流線型の車端部は座席定員12名の展望室となっており、安楽椅子と2人掛けソファが設置されていた。一等室と展望室の間には仕切りが無く車内の開放感を高めていたほか、テーブルと椅子が設けられ、手紙を書いたりゲームを楽しんだりすることができた。自重53.92 t。
イ8形
1935年（康徳2年/昭和10年）に製造された増結用一等座席車。通常の編成には組み込まれない。座席は横2+2列の回転式クロスシート（進行方向、その逆方向、窓向き、窓に向かって45°の位置のいずれかに向きを変更可能）でシートピッチはテンイ8形一等室と同様の1,160 mm。一方の車端部に洋式トイレ、洗面所、乗務員室および物置、もう一方の車端部に和式トイレと洗面所を備える。出入口は両側車端、片側2か所ずつ。旅客定員60名。自重55.00 t。
これらの客車は当初24両（6両編成×4本）が製造され、全車が大連検車区客車検査所に配置された。その後、1935年（康徳2年/昭和10年）には増結用にイ8形一等車2両とロ8形二等車1両が新造されている。
元満鉄鉄道総局工作課の前島龍夫によると、「あじあ」の客車デザインに際してはドイツ帝国鉄道の「フリーゲンター・ハンブルガー」等が参考にされたため、両者の車端部形状は大変似通ったものとなっている。また当初は、高速走行のために軽量化しなければならないため、小型車体で2軸ボギーの車両を設計したところ、より大型化するよう上司から設計変更を命じられたという。この背景には関東軍の圧力があったものと考えられている。なお、軍部は対ソ戦を想定し、戦時に「あじあ」用客車を病院列車に改造して患者輸送用に転用することを念頭に置いていた。前島も「あじあ」用車両の完成後に関東軍の命令で病院列車に改造する準備設計を行ったと述べている。

## 諸元
- パシナ形蒸気機関車
  - 全長 : 25.675 m
  - 全幅 : 3.362 m
  - 全高 : 4.8 m
  - 動輪直径 : 2.0 m
  - 運転整備重量 : 203.31 t
  - 軸重 : 23.94 t（従輪上）
  - 最高速度 : 130 km/h
  - ボイラー常用圧力：15.5 kg/cm2
  - 出力 : 2,400馬力
- 編成
  - 列車全長 : 174 m（機関車を含む7両編成）
  - 定員 : 279名（食堂車・展望室の座席を含まない）

## 列車の評判とサービス
「あじあ」の満洲国や日本における人気と知名度は高く、1930年代から1940年代初頭における満鉄の代表列車として広く親しまれた。1937年（昭和12年）秋からは日本での小学5年生用の国定国語教科書『小学国語読本』に、少年が「あじあ」に乗車して大連からハルビンへ向かう様子を描いた読み物「『あじあ』に乗りて」が掲載されている。
一等車・二等車はもとより三等車でも居住性はきわめて優秀で、シートピッチと座席の奥行きがやや狭いことを除けば「あじあ」の三等座席は一般列車の二等座席に相当するものであった。
しかしながら、「あじあ」の開発決定（1933年8月）から営業運転の開始（1934年11月1日）まで1年強という短い期間の中で新型機関車及び客車の開発・製造、冷房装置の生産、単線区間の複線化など数多くの作業を行ったため、試運転や試験に十分な時間を割くことができず、「あじあ」は営業運転開始後の初期不良に悩まされた。特に、前例のない高速運転に伴う機関車の故障や客車の振動、新設備である冷房装置の不具合が多かった。
ジャパン・ツーリスト・ビューロー発行の『満洲支那汽車時間表』昭和15年8月号には「あじあ」食堂車での提供メニューとして洋式定食、アラカルト、和式定食、丼が挙げられており、定食の価格は昼・夜いずれも2円。また、1935年（康徳2年/昭和10年）9月のハルビン延長に伴い食堂車での白系ロシア人ウエイトレスの乗務およびオリジナルの「あじあカクテル」の提供が開始されている（ただし、白系ロシア人ウエイトレスの乗務は11月1日開始）。
「あじあカクテル（グリーンとスカーレットの2種類があった）」の正確なレシピは現存せず不明であるが、山崎達郎の著書では以下の説が紹介されている。
- グリーン：ウォッカをベースに、ペパーミント・リキュールを追加。カクテル「エメラルド・クーラー」に近い（但し、こちらのベースはコニャック）。
- スカーレット：コニャックをベースに、グレナデン・シロップを追加。カクテル「ムーンバ」に近い（但し、オレンジジュースおよびホワイト・ラム未添加で）。

## 運行

### 「あじあ」のダイヤ
当初の案では大連 - 新京間の途中停車駅は奉天駅のみであったが、大連 - 奉天間396.6 kmもの長距離を無停車で走行するには炭水車に搭載可能な水の量や灰箱（燃焼後の石炭灰を収納する容器）の容量が不足することが明らかになり、実際の運行では大石橋駅と四平街駅が途中停車駅に追加された。また、パシナ形機関車は大連機関区と新京機関区に分散配置され、大連機関区配置のパシナ形は大連 - 奉天間、新京機関区配置のパシナ形は奉天 - 新京間を牽引し、奉天駅停車中に機関車の付け替えを行っていた（後に奉天駅での機関車付け替えは廃止され、全区間を同一のパシナ形が牽引する方式となった）。1934年（康徳元年/昭和9年）11月、「あじあ」運行開始時のダイヤは以下の通りである。
| 駅名   |    | 新京行き |    | 大連行き |
| ------ | -- | -------- | -- | -------- |
| 大連   | 発 | 09:00    | 着 | 18:30    |
| 大石橋 | 着 | 11:54    | 発 | 15:37    |
| 大石橋 | 発 | 11:59    | 着 | 15:32    |
| 奉天   | 着 | 13:47    | 発 | 13:43    |
| 奉天   | 発 | 13:52    | 着 | 13:38    |
| 四平街 | 着 | 16:02    | 発 | 11:30    |
| 四平街 | 発 | 16:07    | 着 | 11:25    |
| 新京   | 着 | 17:30    | 発 | 10:00    |

1939年（康徳6年/昭和14年）11月からは停車駅に鞍山駅が追加された。
ジャパン・ツーリスト・ビューロー発行の『満洲支那汽車時間表』昭和15年8月号に掲載されている「あじあ」の停車駅は以下の通り。
大連駅 - （普蘭店駅） - 大石橋駅 - 鞍山駅 - 奉天駅 - 四平街駅 - 新京駅 - 徳恵駅 - 双城堡駅 - ハルビン駅（1939年（康徳6年/昭和14年）11月1日改正ダイヤ）
※普蘭店駅は関東州の北端にあることから、車内の荷物検査を行う税関吏を乗車させるために大連行き列車のみ停車した。普蘭店駅での旅客取扱は行われない。
ハルビン行きの列車番号は11、大連行きの列車番号は12である。
また、「あじあ」は大連で大阪商船の神戸 - 門司 - 大連間航路に接続し、日本本土（内地）と満洲を結ぶ国際連絡運輸の一翼を担っていた。下表は「あじあ」を利用して東京と満洲を往来する場合の最速ルートを示したものである。なお、「あじあ」を利用する門司・大連経由ルートは東京を出発してから新京に到着するまで最速でも74時間20分（3泊4日）を要したが、関釜連絡船を利用し朝鮮半島経由で満洲に至るルートを利用すれば東京を出発してから最速54時間45分（2泊3日）で新京に到達できた。
| 列車・便名                       | 日数                             | 時刻                             | 発着                             | 駅・港名 | 発着                             | 時刻                             | 日数                             | 列車・便名                       |
| -------------------------------- | -------------------------------- | -------------------------------- | -------------------------------- | -------- | -------------------------------- | -------------------------------- | -------------------------------- | -------------------------------- |
| 特急「富士」 1列車               | 1日                              | 15:00                            | 発                               | 東京     | 着                               | 15:25                            | 4日                              | 特急「富士」 2列車               |
| 特急「富士」 1列車               | 2日                              | 09:25                            | 着                               | 下関     | 発                               | 20:30                            | 3日                              | 特急「富士」 2列車               |
| 関門連絡船 1便                   | 2日                              | 09:45                            | 発                               | 下関     | 着                               | 20:15                            | 3日                              | 関門連絡船 2便                   |
| 関門連絡船 1便                   | 2日                              | 10:00                            | 着                               | 門司     | 発                               | 20:00                            | 3日                              | 関門連絡船 2便                   |
| 大阪商船航路                     | 2日                              | 12:00                            | 発                               | 門司     | 着                               | 19:00                            | 3日                              | 大阪商船航路                     |
| 大阪商船航路                     | 4日                              | 08:00                            | 着                               | 大連     | 発                               | 23:00                            | 1日                              | 大阪商船航路                     |
| 特急「あじあ」 11列車            | 4日                              | 08:55                            | 発                               | 大連     | 着                               | 22:05                            | 1日                              | 特急「あじあ」 12列車            |
| 特急「あじあ」 11列車            | 4日                              | 13:44                            | 着                               | 奉天     | 発                               | 17:15                            | 1日                              | 特急「あじあ」 12列車            |
| 特急「あじあ」 11列車            | 4日                              | 13:50                            | 発                               | 奉天     | 着                               | 17:09                            | 1日                              | 特急「あじあ」 12列車            |
| 特急「あじあ」 11列車            | 4日                              | 17:20                            | 着                               | 新京     | 発                               | 13:40                            | 1日                              | 特急「あじあ」 12列車            |
| 特急「あじあ」 11列車            | 4日                              | 17:30                            | 発                               | 新京     | 着                               | 13:30                            | 1日                              | 特急「あじあ」 12列車            |
| 特急「あじあ」 11列車            | 4日                              | 21:30                            | 着                               | ハルビン | 発                               | 09:30                            | 1日                              | 特急「あじあ」 12列車            |
| 東京 - 新京間所要時間 74時間20分 | 東京 - 新京間所要時間 74時間20分 | 東京 - 新京間所要時間 74時間20分 | 東京 - 新京間所要時間 74時間20分 |          | 新京 - 東京間所要時間 73時間45分 | 新京 - 東京間所要時間 73時間45分 | 新京 - 東京間所要時間 73時間45分 | 新京 - 東京間所要時間 73時間45分 |

### 「あじあ」の速度
「あじあ」は1934年（康徳元年/昭和9年）11月の運転開始当初、大連 - 新京間701.4 kmを8時間30分で走破し、表定速度は82.5 km/hに達した。これは当時日本の鉄道省で最速の特急列車だった「燕」（最高速度95 km/h、表定速度69.55 km/h）を大きく凌ぎ、戦前の日本における表定速度の最高記録である阪和電気鉄道（現・JR西日本阪和線）の超特急（表定速度81.6 km/h、狭軌での電車による運行）をも超える高速運転であった。
1935年（康徳2年/昭和10年）9月には運転区間が大連 - ハルビン間に延長されるが、満洲国国有鉄道京濱線（新京 - ハルビン間）は軌道の状態が悪いことに加え、軸重が重いパシナ形は入線できないことから京濱線区間（走行距離242 km）の所要時間は4時間42分（大連行き）で表定速度は51.5 km/hにとどまり、大連 - ハルビン間全体（走行距離943.4 km、所要時間13時間30分）の表定速度は69.9 km/hとなった（大連 - 新京間の所要時間はハルビン延長前と同じく8時間30分）。
1936年（康徳3年/昭和11年）10月のダイヤ改正では大連 - 新京間の所要時間が10分、新京 - ハルビン間の所要時間が50分短縮され、「あじあ」運行期間中で最速のダイヤとなる。大連 - 新京間は所要時間8時間20分で表定速度84.2 km/h、新京 - ハルビン間は所要時間4時間で表定速度60.5 km/h、大連 - ハルビン間は所要時間12時間30分で表定速度75.5 km/hとなった。その後、時刻の変更はあったものの、各駅間の所要時間は1939年（康徳6年/昭和14年）11月のダイヤ改正で停車駅に鞍山駅が追加され、大連 - 新京間の所要時間が5分延びるまで維持された。
「あじあ」は「戦前の日本が開発した世界レベルの高速列車」として紹介されることがあり、事実「あじあ」は戦前に日本が開発した列車の中では最速であった。しかし、「あじあ」が運転されていた時期に欧米では表定速度100 km/hを超える列車も多く存在し、それらに比べると劣っていた。満鉄の標準軌・平坦線という好条件を考慮すると、速度の面では世界的に見て特筆すべきものではなく、当時の鉄道先進国の中では標準並でしかなかったことも確かである。

## 事故
1938年（康徳5年/昭和13年）10月30日にハルビン行「あじあ」（パシナ形971号機牽引）が連京線太平山駅構内で転覆する事故が発生した。事故当日は保線作業のため構内の本線を通行できず、「あじあ」は徐行して側線を通過することになっていたが、通常通りの高速で側線に進入したため脱線・転覆に至ったものである。機関車が転覆し乗務員1名が死亡、2名が重傷、1名が軽傷を負ったが、客車はほとんど被害を受けず1人の乗客が軽傷を負ったのみであった。なお、この事故は「あじあ」運行中の死傷事故としては唯一のものである。

## 「あじあ」に関連する文献

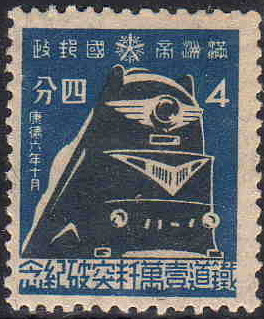
「あじあ」の牽引機関車を描く満洲国切手（1939年発行）

### 書籍
- 文部省 編「第二十六 「あじあ」に乗りて」『小学国語読本』 尋常科用 巻十（翻刻）、日本書籍、1938年6月17日、162-174頁。
- 『ほろびた国の旅』（三木卓 著、盛光社、1969年5月）
  - 三木卓『ほろびた国の旅』講談社、2009年7月11日（原著1969年5月）。ISBN 978-4-06-215587-8。
- 『満州鉄道まぼろし旅行』（川村湊 著、ネスコ・文藝春秋、1998年9月、ISBN 4-89036-980-5）
  - 川村湊『満州鉄道まぼろし旅行』文藝春秋〈文春文庫〉、2002年7月。ISBN 4-16-765637-X。
- 『帰る海―“あじあ号”への想いを胸に』（山本武秀 著、文芸社、2004年12月、ISBN 4-8355-8369-8）
- 『南満洲鉄道の車両：形式図集』（市原善積 等 編著、誠文堂新光社、1970年）
- 『南満洲鉄道　「あじあ」と客・貨車のすべて』（市原善積 等 編著、誠文堂新光社、1971年）
- 『あゝ満州』（浜野健三郎 編著、秋元書房、1972年）
- 『図説満鉄』（西沢泰彦 著、河出書房新社、2000年8月）
- 『満洲切手』（内藤陽介 著、角川選書、2006年9月26日）
- 『満洲鉄道発達史』(高木宏之著、潮書房光人社、2012年06月)
- 『満鉄特急「あじあ」の誕生: 開発前夜から終焉までの全貌』(天野博之著、原書房2012年7月16日)

### 雑誌など
- 『トレインズ』 1942年4月号 "Asia Express" (Niell James)
- 『鉄道ピクトリアル』 1964年8月号、12月号（電気車研究会）
- 『鉄道ジャーナル』 1974年2月号 「 "名列車" 誌上リバイバル・『あじあ』南満州鉄道株式会社の特別急行列車」
- 『歴史街道』 2003年8月号 超豪華特急「あじあ号」
- 『歴史街道』 2006年12月号 特集：超特急「あじあ」走る！
- 「別冊『環（かん）』」 2006年12月号 特集：「満鉄王国」のすべて
- 『文藝春秋』 2006年12月号 グラビア：「満鉄百年目の残照」

### ムック
- 『日本鉄道旅行地図帳 歴史編成 満洲・樺太』（今尾恵介・原武史 監修、新潮社、2009年11月20日、ISBN 978-4-10-790033-3）
  - 同書にまつわる関連商品として、あじあ号をデザインしたUSBメモリとZippoライターも製品化されている[21]。
- 『昭和十年の鉄道旅行―満鉄「あじあ」号の時代（鉄道タイムトラベルシリーズ2） (NEKO MOOK 1584)』（ネコ・パブリッシング、2010年12月2日、ISBN 978-4-7770-1084-4）
- 『別冊歴史REAL満洲帝国―満鉄・満映・関東軍の謎と真実』（洋泉社、2014年10月18日、ISBN 978-4-8003-0503-9）

### 映像資料
- 黒岩保美監修『鉄路の昭和史』 第4巻 =スピードへの挑戦=、日本映画新社・日本クラウン〈鉄道映像資料集〉、1998年7月。
- 黒岩保美監修『鉄路の昭和史』 第4巻 =スピードへの挑戦=、ジェネオンエンタテインメント〈鉄道映像資料集〉、2006年5月1日。ISBN 978-4-86235-158-6。

## 関連作品・商品

### 小説
- 『満鉄特急あじあ物語』（林青梧 著、講談社文庫、1986年）
- 『消えた「亜細亜号」』（檜山良昭 著、光文社、1990年）
- 『あじあ号、吼えろ!』（辻真先 著、徳間書店、2000年4月30日）
- 『アジア・エクスプレス』『ジョーカー・ゲームシリーズ』「ラスト・ワルツ」収録（柳広司 著、2015年）

### 漫画・アニメ
- 『栄光なき天才たち』 第15巻「満鉄超特急 あじあ」（森田信吾 、集英社）
- 『からくりサーカス』（藤田和日郎、小学館）
- 『北神伝綺』（大塚英志 原作、森美夏 画、角川書店）
- 『ジパング』（かわぐちかいじ、講談社）
- アニメ『キテレツ大百科』 第110話「走れ永遠に!幻のSL特急アジア号!!」
  - ボランティア活動で訪れた家の老人と共に、あじあ号の機関車の模型を完成させるため戦争中の満洲へ行く。

### 映像作品
- 『満州鉄道 特急「あじあ」の旅』（文藝春秋）
- 『ノスタルジック・ジャーニー 満州』（文藝春秋）
  - 「南満州」「中満州」「北満州」の3巻で構成。
- 『映像100年史 日本の歴史』 第6巻 「満州国」に見た夢（小学館）
- 満鉄記録映画集 DVD-BOX（コニービデオ）
- 映画『真紅な動輪』(東映、1982年)
- 映画『シベリア超特急5 義経の怨霊、超特急に舞う』
- DVD『昭和の鉄道〜映像で綴る 懐かしの国鉄時代〜 DVD全枚(特別鑑賞冊子付）』（宝島ワンダーネット、2014年4月14日）

### 音楽
- 『あじあに乗りて』（作詞・作曲：堀内敬三、編曲：山田栄一、歌唱：徳山 璉、伴奏：日本ビクター管弦楽団、1940年）

### 鉄道模型
- カツミより縮尺1/87、軌間16.5mmのHOゲージにて製品化されている。
- マイクロエースより縮尺1/150、軌間9mmのNゲージにて製品化されている。
- カバヤ食品のビッグワンガムより縮尺1/150、軌間9mmのNゲージモデルとして1980年代初期に販売。
- スタンド・ストーンズより縮尺1/400のCゲージ（カプセルトイ）にて2019年11月より日本全国で販売[22]。